# 刘青藜
刘青藜（？—？），福建闽县（今福建福州）人，清朝政治人物。
刘青藜曾于1817年接替吴桓任嘉定县知县一职，1823年由淡春台接任。